# Paulino Monteiro Soares Babo

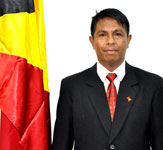
Paulino Monteiro Soares Babo

Paulino Monteiro Soares Babo (* 31. August 1962 in Dili, Portugiesisch-Timor) ist ein Politiker aus Osttimor und Mitglied der Partido Democrático (PD).
Babo absolvierte ein Jurastudium. Von 2012 bis 2017 war er Abgeordneter im Nationalparlament Osttimors und hier Mitglied der Kommission für Infrastruktur, Transport und Kommunikation (Kommission E). Bei den Wahlen 2017 stand Babo nur noch als Ersatzkandidat auf der Wahlliste des PD auf Platz 90 und schied damit aus dem Parlament aus.
Babo ist Träger der Medaille der Veteranen, zweiten Grades.